# میلر لندینگ (آلاسکا)
میلر لندینگ (به انگلیسی: Miller Landing) شهری در بخش شبه‌جزیره کنای، آلاسکا ایالت Alaska است که جمعیت آن در سرشماری سال ۲۰۰۰ میلادی ۷۴ نفر بوده‌است.